# Циановице-Дуже
Цианови́це-Ду́же (пол. Cianowice Duże) — село в Польше в сельской гмине Скала Краковского повета Малопольского воеводства. Село является центром солецтва Циановице, в которое входит также село Циановице-Мале.

## География
Село располагается около воеводской дороге № 794 в 4 км от административного центра гмины города Скала и в 17 км от административного центра воеводства города Краков.
До 1954 года Циановице-Дуже было центром сельской гмины Циановице. В 1975—1998 годах село входило в состав Краковского воеводства.

## Население
По состоянию на 2013 год в селе проживало 1 383 человека.
| 2008  | 2013  |
| ----- | ----- |
| 1 107 | 1 383 |

| Перепись  | Всего   | Всего | Женщины | Женщины | Мужчины | Мужчины |
| --------- | ------- | ----- | ------- | ------- | ------- | ------- |
| Единицы   | человек | %     | человек | %       | человек | %       |
| Население | 1 383   | 100   | 700     | 50,61   | 683     | 49,39   |

## Достопримечательности

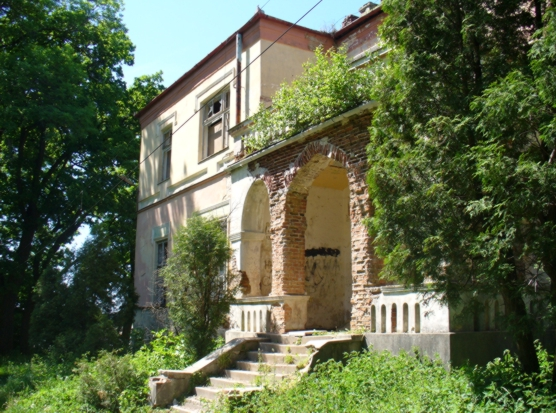
Усадьба

- Усадьба в Циановице-Дуже — памятник культуры Малопольского воеводства[4].